# Marie-Catherine Vallon
Marie-Catherine Vallon, född Puzela 1776, död 1851, var en fransk memoarskrivare. Hon är känd för sina memoarer, Mémoires de Madame Vallon: souvenirs de la Révolution dans le département de Loir-et-Cher, som beskriver hennes liv under franska revolutionen.
Hon var dotter till den rojalistisk juristen Puzela, som arbetade som landsortsnotarie i Blois, och en mor som drev en liten butik. 
Under skräckväldet 1793 arresterades fadern för kontrarevolutionär verksamhet, och Marie-Catherine ansökte om att göra honom sällskap i fängelset. Hennes memoarer skildrar hennes och faderns fängelsetid i Blois och Orleans, då de, som tillhörde medelklassen, levde bland främst adliga medfångar. Under fängelsetiden hotades fångarna vid flera tillfällen att lynchmobbar, men de blev i slutändan frisläppta 1794. Hon fungerade sedan som faderns sekreterare tills hon drabbades av psykiska besvär, varefter hon blev bortgift med Paul Leonard Vallon, en man som hade valts ut av hennes far. 
Hennes memoarer är ovanliga då de skildrar en icke adlig kvinna under revolutionen, och uppmärksammas annars för skildringen av fängelsevistelsen på landsorten och hur två icke adliga fångar blev behandlade av de i övrigt oftast adliga fångarna.